# ماريو عبود
ماريو عبود (1975-) إعلامي
لبناني.

## حياته ومشواره المهني
ولد ماريو في بيروت  ، درس المسرح لكنه انتسب أثناء دورة ستديو الفن عام 2002 إلى كلية الإعلام لدراسة العلاقات العامة. وهو يشدد على العفوية، وعلى أهمية الثقافة. حاز على الميدالية الذهبية عن فئة تقديم البرامج الشبابية تجربت استديو الفن شجتعه على توقيع عقد مع المخرج سيمون أسمر، بعدهل عمل كموظف في كازينو لبنان
تدرب مع جهاد الاطرش ل 3 إلى 4 أو 5 ساعات يومياً وكان يعيد التمرين في المنزل ويسجّل صوته وادائه"،بدأ مشواره الإعلامي في قناة الجديد العام 2004  ، كمقدِّم لنشرات الأخبار، ليغادرها في نهاية العام 2011 ، إ لى قناة اسيا حيث بقي لعام واحد فقط حيث قدم برنامجا حواريا سياسيا بعنوان المحور، بادر إلى الاتصال برئيس مجلس إدارة المؤسسة اللبنانية للإرسال ال بي سي الشيخ بيار الضاهر ، «الذي كان متجاوباً بشكل كبير، ودعاه إلى فنجان قهوة، حيث بدأت المفاوضات. ثمّ تمّت متابعة الموضوع من قبل الزميلين لارا زلعوم وخالد صاغية من رئاسة تحرير قسم الأخبار في المؤسسة، خلال شهر أيلول عام 2013. أخذت الأمور مجراها، حتى تلقّى اتصالاً من زلعوم بعد نحو أسبوعين، واتفق معه في نوفمبر 2020 بدأ بتقديم برنامج "صوت الناس" على إذاعة صوت بيروت انترناشونال لغاية نوفمبر 2022 بعد قرار محطة صوت بيروت تجميد البرامج السياسية ليقدم برنامج "الأحد مع ماريو " على شاشة المؤسسة اللبنانية للإرسال بمفردها،في يناير 2024 قدم برنامجاً حوارياً سياسياً بعنوان "جدل"